# Vranovice (district de Příbram)
Pour les articles homonymes, voir Vranovice.
Vranovice (en allemand : Wranowitz) est une commune du district de Příbram, dans la région de Bohême-Centrale, en République tchèque. Sa population s'élevait à 320 habitants en 2020.

## Géographie
Vranovice se trouve à 3,5 km au nord-est de Rožmitál pod Třemšínem, à 11 km au sud-ouest de Příbram et à 64 km au sud-ouest de Prague.
La commune est limitée par Láz au nord, par Vysoká u Příbramě à l'est, par Rožmitál pod Třemšínem à l'est et au sud, et par Sedlice à l'ouest.

## Histoire
La première mention écrite de la localité date de 1318. À la suite de la suppression de la zone militaire de Brdy en 2014, son territoire a été partagé entre les communes limitrophes. La commune de Vranovice reçut ainsi une nouvelle section cadastrale nommée Vranovice v Brdech et s'étendant sur 763,09 ha.

## Transports
Par la route, Vranovice se trouve à 4 km de Rožmitál pod Třemšínem, à 13 km de Příbram et à 72 km de Prague.